# 弗尔讷
弗尔讷（荷蘭語：Veurne，荷蘭語發音：[ˈvøːrnə] ⓘ，法語發音：[fyʁn]）是比利时弗拉芒大區西佛兰德省的一座城市，西与法国接壤，通行荷蘭語，是弗拉芒社群的一部分，面积97.21平方千米，人口12,295人（2022年1月1日）。